# Drage (żupania zadarska)
Drage – wieś w Chorwacji, w żupanii zadarskiej, w gminie Pakoštane. W 2011 roku liczyła 893 mieszkańców.